# Senozan
Senozan is een gemeente in het Franse departement Saône-et-Loire (regio Bourgogne-Franche-Comté. De plaats maakt deel uit van het arrondissement Mâcon. Senozan telde op 1 januari 2022 1.132 inwoners.

## Geografie
De oppervlakte van Senozan bedroeg op 1 januari 2022 4,86 vierkante kilometer; de bevolkingsdichtheid was toen 232,9 inwoners per km².

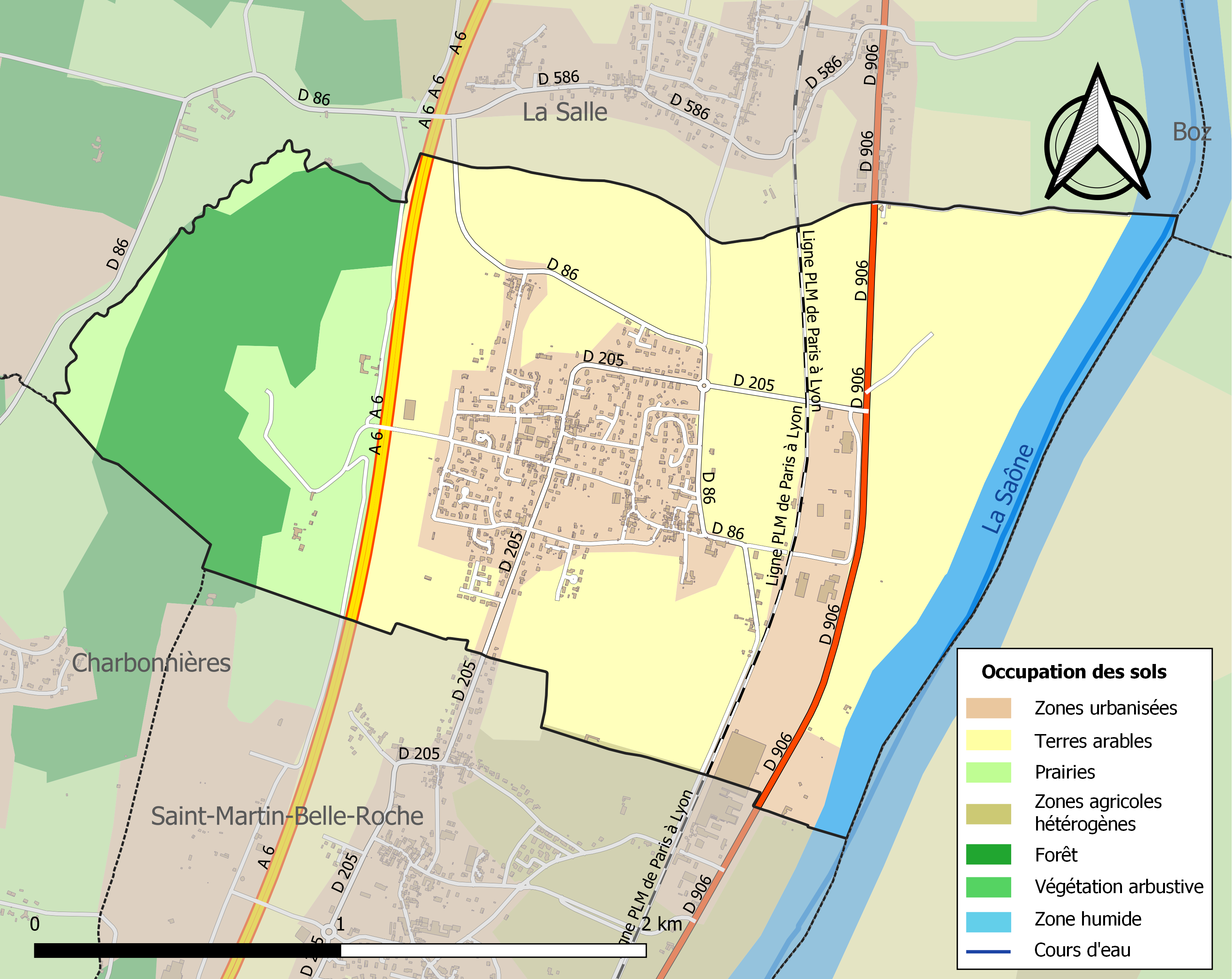
Kaart van de gemeente met de belangrijkste infrastructuur, bodemgebruik en omliggende gemeenten

## Demografie
Onderstaande figuur toont het verloop van het inwonertal (bron: INSEE-tellingen).